# آن هامبتون بروستر
آن ماريا هامبتون بروستر (بالإنجليزية: Anne Hampton Brewster)‏ (29 أكتوبر 1818 - 1 أبريل 1892) هي إحدى أوائل المراسلات الأجنبيات الأمريكيات، نشرت بشكل أساسي في صحف فيلادلفيا ونيويورك وبوسطن. نشرت أيضًا الروايات والقصائد والعديد من القصص القصيرة.
كانت مجرمة اجتماعيًا (كما وصفتها صديقة) برفضها الزواج، عن طريق التحول إلى الكاثوليكية، بالانتقال من منزل الأخ الأكبر، بنجامين هـ. بروستر (الذي عمل لاحقًا كمدع عام للولايات المتحدة في ثمانينيات القرن التاسع عشر)، من أجل العيش بمفردها، من خلال الانتقال إلى روما، وقبل كل شيء، من خلال الاستمرار في الكتابة من خلال كل شيء، أولاً كهاوية ثم كمحترفة تدعم نفسها بنفسها. كان لبروستر علاقة وثيقة للغاية مع شارلوت كوشمان لكنها أجبرت نفسها على الانفصال نادمةً على ذلك بعد سنوات.
توفت بروستر في سيينا، إيطاليا في 1 أبريل 1892، وتركت كتاباتها وكتبها لشركة مكتبة فيلادلفيا.
استخدمت الاسم المستعار إينا دوفال (إينا يُقرأ آن عند عكس الأحرف) لأعمالها المنشورة بين 1845 و 1860.

## نشأتها وعائلتها
ولدت بروستر في فيلادلفيا، بنسلفانيا، في 29 أكتوبر 1818، وهي ابنة ماريا هامبتون وفرانسيس إينوك بروستر، وهي الطفلة الثاني في عائلتها المكونة من ثلاثة أشقاء. كانت معروفة بأنها خارجة عن الأعراف الاجتماعية والنسوية لأنها كانت امرأة مستقلة لا تريد الزواج. بدلًا من الزواج وتكوين أسرة، فضلت الكتابة من أجل إعالة نفسها. غادرت في وقت لاحق للذهاب إلى روما في إيطاليا وكتبت في العديد من المواضيع الإيطالية مثل الفن والهندسة المعمارية والآثار والأحداث السياسية والثرثرة الاجتماعية للعديد من الصحف الأمريكية المختلفة. طوال حياتها، استمرت آن في الكتابة بعد أن نشرت ما مجموعه ثلاث روايات وسبع مجموعات من القصص الواقعية واثنين وخمسين قصة قصيرة وأربع قصائد، إلى جانب العديد من المقالات الصحفية. أرادت آن ترك جميع أعمالها لشركة مكتبة فيلادلفيا، ولكن كان لها رغبة خاصة في أن تحافظ المكتبة على سلامتها ويُصبح اسمها مكتبة ماريا هامبتون بورستر، تكريمًا لذكرى أمها. توفت آن في عام 1893 وقد اعترفت شركة المكتبة برغباتها وأبقت جميع أعمالها سليمة من خلال إجراء انضمام خاص.
كانت آن ابنة ماريا وفرانسيس بروستر. كان لديهم ثلاثة أطفال. بنجامين وآن وكارول. في سن الخامسة، أصيب الأخ الأكبر بنجامين في حريق واحترق وجهه ويديه. عرفه الناس في جميع أنحاء فيلادلفيا بأنه بروستر ذو الوجه المحترق. رغم أن بنجامين واجه مأساة في وقت مبكر من حياته، لكنه كان فردًا ناجحًا جدًا. أصبح النائب العام الأبرز في ديوان الرئيس آرثر. الطفل الثالث والأصغر لماريا وفرانسيس بروستر كان كارول بروستر. أصبحت أيضًا محامية بارزة جدًا معروفة بالقضايا الجنائية. بصرف النظر عن كونها محامية بارزة، فقد كان لها العديد من السلطات الدستورية، ومؤلفة بعض المعاهدات الهامة حول القانون والإنصاف، وقاضي الاستئناف العام، والمدعي العام للكومنولث. كانت كارول أيضًا فردًا ناجحًا. كان فرانسيس، والدها، نائبًا لرئيس المقاطعة ومحاميًا بارزًا أيضًا. لم يكن والد آن مخلصًا لأمها. كان لديه عشيقة اسمها إيزابيلا أندرسون، التي هجر ماريا من أجلها عام 1834. كان لدى فرانسيس وإيزابيلا ولدان، وهما فريدريك وإنوك بروستر. بسبب مغادرة والد آن وعدم استمراره في دعم آن ووالدتها ماريا، كان عليهما الاعتماد على دعم شقيقها الأكبر بنجامين. تحكم بنجامين بأصدقائها المقربين. كانت قريبة جدًا من الكاتبة شارلوت كوشمان حوالي عام 1844، لكن الضغط الاجتماعي كان يعني أنه كان عليهم أن يفترقا. كتبت بروستر عن هذا الوقت الشاعري في رسائل عام 1849. وفي النهاية تركت صورة لكوشمان كوصية إلى مكتبة فيلادلفيا.
عندما توفت والدة آن، ماريا، في عام 1853، تركت ممتلكاتها بالكامل إلى آن بالاتفاق مع والدها إذ يمكنها التخلي عن أي شيء قبل أن تتزوج. توفي والد آن بعد ذلك بعام في عام 1854 وكسر الاتفاق الذي وُضع من خلال ترك ممتلكاته بالكامل وممتلكات ماريا لأبناءه مع إيزابيلا. أقنع بنجامين في نهاية المطاف الابنين بمشاركة الممتلكات معه. ترك الاتفاق حصةً لآن في يد بنجامين. حاولت آن محاربة شقيقها لسنوات في المحكمة لكنها خسرت في النهاية واحتفظ بنجامين بالميراث. تتضمن روايتها لعام 1860 علاقة وثيقة بين الراوي وامرأة أخرى.